# Dinogenes
Dinogenes là một chi bướm đêm thuộc phân họ Olethreutinae trong họ Tortricidae.

## Các loài
- Dinogenes meteoropa Meyrick, 1934